# Clytia edentula
Clytia edentula is een hydroïdpoliep uit de familie Campanulariidae. De poliep komt uit het geslacht Clytia. Clytia edentula werd in 1989 voor het eerst wetenschappelijk beschreven door Gibbons & Ryland. 